# Bulgaria Democratică
Bulgaria Democratică (bulgară: Демократична България) este o alianță electorală formată din trei partide – Da, Bulgaria!, Democrații pentru o Bulgarie Puternică și Verzii. Alianța a fost creată la 12 aprilie 2018.

## Istorie
Crearea Bulgariei Democratice a fost anunțată oficial prin semnarea simbolică a unei declarații intitulată „O Bulgarie democratică poate face mai mult”. Cele trei partide s-au unit după câteva luni de discuții privind cooperarea în timpul următoarelor alegeri generale. În manifestul său, uniunea și-a stabilit principalele obiective, inclusiv să fie o alternativă la actualul guvern și să consolideze valorile democratice și opțiunile euro-atlantice ale Bulgariei.

## Structură
Structura Bulgariei Democratice are doi copreședinți – Hristo Ivanov de la Da, Bulgaria! și Atanas Atanasov de la Democrații pentru o Bulgarie Puternică. Liderii Verzilor – Vladislav Panev și Borislav Sandov – de asemenea participă la consiliul alianței.

### Compoziție
| Partid | Partid                                                             | Abr. | Fondat          | Lider                           | Ideologie                                              | rezultate 2017          | MP       | MPE    |
| ------ | ------------------------------------------------------------------ | ---- | --------------- | ------------------------------- | ------------------------------------------------------ | ----------------------- | -------- | ------ |
|        | Democrații pentru o Bulgarie Puternică Демократи за силна България | DSB  | 30 mai 2004     | Atanas Atanasov                 | Conservatorism național Europenism Anticomunism        | 2,54 % (Noua Republică) | 10 / 240 | 1 / 17 |
|        | Da, Bulgaria! Да, България!                                        | DaB! | 7 ianuarie 2017 | Hristo Ivanov                   | Anticorupție Europenism Liberalism Politică sincretică | 2.88%                   | 13 / 240 | 0 / 17 |
|        | Mișcarea Verde Зелено движение                                     | ZD   | 18 mai 2008     | Borislav Sandov Vladislav Penev | Liberalism verde Europenism                            | 2.88% (Da!)             | 4 / 240  | 0 / 17 |

## Poziții politice

### Finanțe
Unele dintre prioritățile DB sunt apartenența la zona euro și uniunea bancară, reducerea cheltuielilor bugetare la 1/3 din PIB, precum și reforma impozitelor, cu o reducere a TVA de la 20% la 18% și un minim neimpozabil al impozit pe venit.

### Apărare
În sfera apărării, partidul caută sprijinul public al forțelor armate folosind contractul social al politicii defensive.

## Rezultate electorale

### Alegerile europarlamentare din 2019
Pentru a-și selecta candidații, Da, Bulgaria! a efectuat o alegere preliminară la distanță. Cei care doresc să voteze pot face acest lucru digital folosind aplicația mobilă Da, Bulgaria! sau prin poștă.. Toți membrii Da, Bulgaria! au avut dreptul să participe, împreună cu toți cei care au primit o invitație de la un membru actual al partidului. Procesul electoral a început la 27 noiembrie 2018, iar rezultatele finale au fost declarate la 11 februarie 2019. Au votat în total 5898 de persoane, iar candidatul cu cele mai multe voturi a fost Stefan Tafrov, diplomat și fost ambasador.
Candidatul Democraților pentru o Bulgarie puternică la alegerile europene Svetoslav Malinov a fost selectat printr-o rezoluție în cadrul Congresului Național al partidului din 12 noiembrie 2018. Malinov este membru al Parlamentului European din 2009 ca membru al Partidului Popular European.
La 22 februarie 2019, Verzii și-au anunțat candidatul principal pentru alegeri - Albena Simeonova - ecologistă și antreprenor în sfera bioagriculturii. Ea a fost aleasă printr-un vot online pe site-ul partidului.
Bulgaria democratică a câștigat, în cele din urmă, un loc la alegerile pentru Parlamentul European din 2019, care i-au revenit membrului DSB, Radan Kanev.

### Alegerile locale din 2019
Au avut loc alegeri locale în toată Bulgaria la 27 octombrie 2019, Bulgaria Democratică nu a reușit să câștige o singură cursă pentru postul de primar, dar a depășit cu mult așteptările din capitala Sofia, unde au câștigat 8 din 25 de districte, inclusiv cea mai mare parte a centrului orașului. Rezultatele au fost văzute ca un obstacol serios pentru partidul de guvernământ GERB, care până atunci menținuse o puternică influență asupra capitalei, câștigând 23 din 25 de districte în  2015.

### Statistici
| Alegeri        | Vot     | %     | Locuri   | Poziție | Govern             |
| -------------- | ------- | ----- | -------- | ------- | ------------------ |
| Aprilie 2021   | 302,280 | 9.31  | 27 / 240 | 5       | Alegeri anticipate |
| Iulie 2021     | 345,329 | 12.64 | 34 / 240 | 4       | Alegeri anticipate |
| Noiembrie 2021 | 166,966 | 6.28  | 16 / 240 | 6       | Guvern             |
| 2022           | 186,511 | 7.45  | 20 / 240 | 6       | Alegeri anticipate |
| 2023           | 621,069 | 22.54 | 26 / 240 | 2       | Guvern             |

1. ↑  A fuzionat oficial în coaliția PP–DB.

| Alegeri | Vot     | %    | Locuri | Poziție |
| ------- | ------- | ---- | ------ | ------- |
| 2019    | 118,484 | 6.06 | 1 / 17 | 5       |